# Lukanja
Lukanja je naselje v Občini Slovenska Bistrica, na južni strani Pohorja.

## Zgodovina
Nastanek nekdanjega gozdarskega naselja v ozki dolini ob reki Oplotniščici je verjetno tesno povezan s plemiško rodbino Windischgraetz, v katere lasti je bil velik del okoliških pohorskih gozdov.
V  franciscejskem katastru iz leta 1824 Lukanja kot naselbina ni izpričana, tako tudi ne v rekticifiranem katastru iz let 1824 in 1840, pač pa je bilo na tem ozemlju delujočih pet žag, ki so bile v lasti lokalnih kmetov. Prve neposredne omembe Lukanje so iz šestdesetih let 19. stoletja, in sicer iz arhivskih dokumentov konjiške graščine. Naseljenost lukanjskega območja je potrjena torej najkasneje ob koncu petdesetih let, ne da bi imeli o tem kakršne koli nadaljnje podatke, razen ustnega izročila. Vsekakor pa so v Lukanji bile žage, še preden so naredili do nje okoli leta 1860 cesto iz Oplotnice. 
Lukanja je bila od vsega začetka kraj, kjer so delovale žage, od konca 19. stoletja pa so tod živeli tudi stalno naseljeni gozdni delavci. Razen ene polnojarmeniške žage so bile ostale venecijanke. Pred drugo svetovno vojno je bilo v Lukanji deset stanovanjskih stavb, od tega sedem stanovanjskih zgradb za Windischgraetzove žagarske delavce. Lukanja je torej bila pravi zaselek, njene delavske stanovanjske stavbe pa so bila preprosta lesena in praviloma enodružinska poslopja.
Knez Hugo Weriand Windischgrätz, do leta 1919 tudi lastnik kamnoloma v bližnjem Cezlaku, je imel v Lukanji svojo lovsko kočo, ki še danes stoji na obrobju zaselka , po nekaterih virih naj bi jo z Mrzlega studenca prenesli v Lukanjo v začetku 20. stoletja.
Leta 1967 je bilo v Lukanji izpričanih štirinajst hišnih številk, edini stanovanjski blok še ni imel hišne številke.
V zadnjih desetletjih se je število prebivalcev zelo zmanjšalo.

## Osankarica
Na Osankarici stoji Dom na Osankarici (1193 m). V njem je odprta stalna razstava o Pohorskem bataljonu, ki je leta 1943 na lokaciji »pri Treh žebljih« padel v boju z Nemci. Leta 1958 so na kraju dogodka postavili spomenik. Dom je pogorel 8. aprila 2021 v večernih urah, razstavo so uspeli rešiti. Koča naj bi pogorela zaradi dotrajanega dimnika.

## Črno jezero
Bližnje umetno Črno jezero je za turistične obiske urejen naravni rezervat, gozd okoli njega pa gozdni rezervat.

## Grobišče Lukanja
V bližini Lukanje, okoli 160 metrov južno od vrha Gradišče, je grobišče Lukanja, v katerem so posmrtni ostanki okoli 40-ih nemških vojnih ujetnikov. Poleti 1944 jih je pomorila neznana partizanska enota.